# New Boston (Illinois)
New Boston je grad u američkoj saveznoj državi Ilinois. Prema popisu stanovništva iz 2010. u njemu je živjelo 683 stanovnika.